# Јоко Такахаги
Јоко Такахаги (јап. 高萩 陽子; 17. април 1969) бивша је јапанска фудбалерка.

## Репрезентација
За репрезентацију Јапана дебитовала је 1986. године. Са репрезентацијом Јапана наступала је на Светском првенству (1991). За тај тим одиграла је 31 утакмица.

## Статистика
| Јапан  | Јапан | Јапан |
| Год.   | Ута.  | Гол.  |
| ------ | ----- | ----- |
| 1986   | 13    | 0     |
| 1987   | 2     | 0     |
| 1988   | 0     | 0     |
| 1989   | 6     | 0     |
| 1990   | 6     | 0     |
| 1991   | 4     | 0     |
| Укупно | 31    | 0     |